# الممثلية النرويجية لدى السلطة الفلسطينية
الممثلية النرويجية لدى السلطة الفلسطينية هي الممثلية الدبلوماسية العُليا النرويجية لدى دولة فلسطين.

## التاريخ
تأسست عام 1999 ويقع مقرها في ضاحية البريد، الرام بمحافظة القدس.
في أغسطس 2024، ونتيجة لاعتراف النرويج بدولة فلسطين في مايو 2024. قرر الوزير الإسرائيلي يسرائيل كاتس إلغاء الصفة الدبلوماسية عن النرويجيين الذين يعملون في الممثلية.
لاحقًا أعلنت وزارة الخارجية النرويجية إغلاق مكتبها وقالت:«"نتيجة لقرار حكومة بنيامين نتنياهو بعدم تسهيل تمثيل النرويج لدى السلطة الفلسطينية، يجب إغلاق مكتب تمثيلنا في رام الله في فلسطين اعتبارا من اليوم".»
في 19 أغسطس 2024، ذكرت الممثلية أنها مغلقة حتى إشعار آخر على موقعها الإلكتروني.

## قائمة الممثلين
| ترتيب | رئيس مكتب التمثيل               | صفة التمثيل | تاريخ البدء   | تاريخ الانتهاء | ملاحظات |
| ----- | ------------------------------- | ----------- | ------------- | -------------- | --- |
|       | تور ونسلاند                     | مقيم        |               |                | |
|       | جير بدرسون                      | مقيم        |               |                | |
|       | ستن روزنس                       | مقيم        |               |                | |
|       | هانس جاكوب                      | مقيم        |               | أغسطس 2016     | |
|       | هيلدا هيلرستاد                  | مقيم        |               | 2019           | |
|       | تورن فيزتي                      | مقيم        | 21 أبريل 2020 | يوليو 2024     | في 11 يوليو 2024، منحها الرئيس الفلسطيني محمود عباس درجة «نجمة الصداقة» من وسام الرئيس محمود عباس وذلك: «تقديرا لدورها المتميز في تعزيز علاقات الصداقة والتعاون بين فلسطين ومملكة النرويج، وتثمينا لجهودها في دعم الشعب الفلسطيني ونصرة قضيته العادلة لنيل حريته واستقلاله.» |
|       | فيغار أندرياسين (قائم بالأعمال) | غير مقيم    |               |                | |
|       | ايريك بيغراف (قائم بالأعمال)    | غير مقيم    |               |                | |

## وصلات خارجية
- الموقع الرسمي